# Ramses VI su ostrakon (N 498)
Il profilo di Ramses VI, inventariato con la sigla N 498, è un'antica pittura egizia su ostrakon (cioè su un grande frammento di pietra calcarea) raffigurante il faraone Ramses VI (1145–1137 a.C.) della XX dinastia. Si trova al Museo del Louvre di Parigi.
Gli archeologi definiscono con il termine greco "ostrakon" (al plurale "ostraka") antichi frammenti di ceramica, di vasellame o di pietra recanti testi o immagini; gli artisti figurativi egizi erano soliti servirsi di tali umili supporti per abbozzare schizzi e disegni preparatori.

## Descrizione

### Recto
L'ostrakon in questione è decorato su entrambi i lati. La parte frontale reca questa profilo regale (recante la corona blu khepresh, l'ureo e due nastri intorno al collo) rivolto a destra, in inchiostro rosso e ocra, con aggiunte in nero. Il lobo dell'orecchio mostra, ben visibile, il foro per gli orecchini — entrati nell'uso comune dalla fine della XVIII dinastia (seconda metà del XIV secolo a.C.). Ramses VI, quinto faraone della XX dinastia, è ben riconoscibile, oltre che dal sito del ritrovamento del reperto (la sua tomba nella Valle dei Re), anche dai tratti somatici: il collo è carnoso, il naso sensibilmente aquilino e la bocca minuta: caratteristiche condivise con altri suoi ritratti su ostraka rinvenuti presso la sua sepoltura.

### Verso
L'altro lato del blocco di calcare conserva l'abbozzo di un ampio copricapo regale e di un cobra (la dea Uadjet del Basso Egitto) in pigmento giallo, forse per richiamare l'oro associato alle divinità. La maestria esecutiva di questi disegni lascia supporre che siano opera di artista esperto, un maestro decoratore delle tombe reali della tarda Dinastia ramesside.